# ASTRON
ASTRON, het Nederlands instituut voor radioastronomie, is de nationale organisatie voor onderzoek en ontwikkeling op radio-astronomisch gebied. ASTRON houdt zich vooral bezig met de ontwikkeling van instrumenten en faciliteiten voor de radioastronomie en het bouwen van de infrastructuur daarvoor. Het is een vrij internationaal gerichte organisatie, die nauwe contacten heeft met het bedrijfsleven. Het grootste gedeelte van de kantoren bevindt zich nabij Dwingeloo op de locatie van de Dwingeloo Radiotelescoop, gemeente Westerveld (Drenthe). ASTRON maakt deel uit van de Nederlandse Organisatie voor Wetenschappelijk Onderzoek (NWO).

## Geschiedenis
Op 23 april 1949 werd de voorloper van ASTRON, Stichting Radiostraling van Zon en Melkweg (SRZM), opgericht. Deze stichting moest zich gaan bezighouden met het ontwikkelen en exploiteren van radiotelescopen.
Vanaf de jaren zestig is ASTRON (althans zijn voorloper) begonnen met de ontwikkeling van de Westerbork Synthese Radio Telescoop (WSRT). Eind jaren 60 was de ontwikkeling voltooid en begon men met de bouw ervan. Toen in de jaren zeventig de WSRT in gebruik werd genomen was het 10 jaar lang de krachtigste radiotelescoop in de wereld. Er zijn door de WSRT een aantal ontdekkingen gedaan op astronomisch gebied. Zo speelde de WSRT een rol in het onderzoek naar gassen buiten het melkwegstelsel, de aantoning van donkere materie en de ontdekking van een zwart gat.
Op 1 januari 1989 werd de naam SRZM veranderd in ASTRON. 
Vanaf de jaren tachtig ging ASTRON zich meer richten op het infrastructurele aspect van de bouw van telescopen. Zo begon zij met het opzetten van de zogenoemde waarneemfaciliteiten op een aantal (afgelegen) eilanden, zoals La Palma en Hawaï.
In de jaren negentig is ASTRON begonnen aan het opknappen en verbeteren van de WSRT. Dit resulteerde in het feit dat deze telescoop zich opnieuw de krachtigste radiotelescoop van de wereld kon noemen, gespecialiseerd in het waarnemen van gassen. Ook kan deze telescoop proceswaarnemingen doen in het vroege heelal.
In de eerste jaren van het nieuwe millennium ontwikkelde ASTRON de zogenoemde LOw Frequency ARray: LOFAR , waarvan het centrale punt zich overigens ook in Drenthe bevindt. Ook is ASTRON begonnen met het ambitieuze project genaamd Square Kilometre Array (SKA). Dit zal een waarneemfaciliteit zijn waaraan meerdere landen mee zullen werken.

## Doel
Het doel van ASTRON is het mogelijk maken van astronomisch onderzoek. Om dit te verwezenlijken heeft ASTRON de beschikking over een aantal vooraanstaande observatoria voor Nederlandse en internationale astronomen, veel frequenties en vele soorten techniek. Dit heeft tot doel regelmatig nieuwe ontdekkingen te doen die bijdragen aan het begrip van de inhoud, structuur en ontwikkeling van het heelal.
Het ASTRON programma heeft twee belangrijke elementen:
- Het beheren van een aantal observatoria, in het bijzonder LOFAR en de Westerbork Synthese Radio Telescoop.
- Een sterk technisch ontwikkelprogramma, zowel innovatieve instrumenten voor bestaande telescopen als nieuwe technologie voor toekomstige telescopen.

Daarnaast is ASTRON actief in internationale wetenschappelijke organisaties.

## Observatoria

### Radiotelescopen
ASTRON beheert dus LOFAR en de WSRT, twee van de grootste radiotelescopen in de wereld. Deze telescopen onderzoeken het heelal in het radiospectrum met frequenties van 10MHz tot 8 GHz.
Naast het gebruik als losse radiotelescoop, wordt de Westerbork array ook gebruikt voor VLBI als onderdeel van het European Very Long Baseline Interferometry Network (EVN).
ASTRON is gastheer voor het Joint Institute for VLBI in Europa (JIVE). De primaire taak hiervan is het beheer van de MkIV VLBI Data Processor (correlator). JIVE levert daarnaast ook ondersteuning aan astronomen en de andere telescopen in het netwerk. Verder is ASTRON gastheer voor het (SKA) project en gedeelten van het LOPES-project.

### Optische telescopen
In samenwerking met Engeland en Spanje, beheert ASTRON de optische telescopen van de Isaac Newton Groep op La Palma:
De 4.2-m diameter William Herschel-telescoop (WHT), de 2.5-m Isaac Newton Telescoop (INT), en tot haar sluiting in 2003, de Jacobus Kapteyn Telescoop.
In samenwerking met Engeland en Canada, beheerde ASTRON de James Clerk Maxwell Telescope (JCMT) in Hawaï. Dit is de grootste telescoop ter wereld (15 meter), specifiek ontworpen om waar te nemen in het submillimeter golflengte gedeelte van het spectrum. In 2013 stopte Astron hiermee en in 2015 droegen Engeland en Canada het eigendom over aan het East Asian Observatory.
ASTRON heeft meegewerkt aan de constructie van de European Southern Observatory (ESO) Very Large Telescopes, dit zijn vier 8-m telescopen in de Atacama woestijn in Chili.

## Technologisch onderzoek
Nieuwe ontdekkingen in de astronomie gaan hand in hand met nieuwe technische ontwikkelingen. ASTRON heeft een gericht programma van technologisch onderzoek, met als doel zowel het ontwikkelen van nieuwe instrumenten en toepassingen voor bestaande telescopen, als het leggen van een basis voor de ontwikkeling van toekomstige telescopen en signaalbewerking.
Om dit te verwezenlijken heeft het ASTRON laboratorium in Dwingeloo een goed toegeruste R&D afdeling gespecialiseerd in het ontwerpen, ontwikkelen en testen van:
- Lage ruis, omgevingstemperatuur en gekoelde radio-ontvangers (0.2 - 345 GHz)
- Digitale elektronica met zeer hoge snelheid
- Antennes, vooral in gekoppelde toepassing
- Geavanceerde instrumenten voor optische- and infrarood golflengtes
- Algoritme- en software engineering voor sturing en beeldvorming